# 美朵曲珍
美朵曲珍（1972年—），门巴族，中华人民共和国政治人物、第十一届全国政协委员。
加入中国共产党，担任西藏自治区错那县民政局副局长。2008年，当选第十一届全国政协委员，代表少数民族界，分入第五十组。